# أفالون

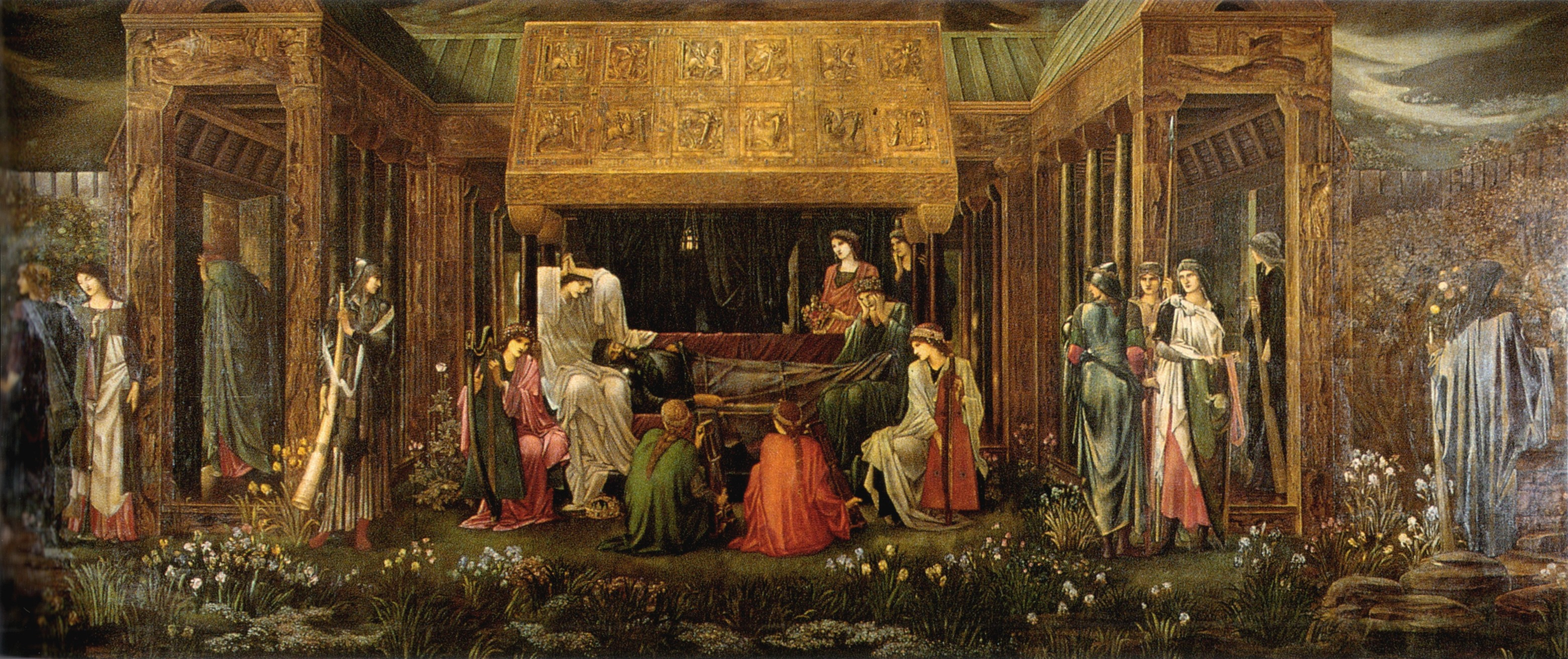

أفالون جزيرة في الميثولوجيا الويلزية وهي مملكة الموتى وأصبحت لاحقا جنة على الأرض في البحار الغربية ثم أصبحت موطن الأبطال في الحكايات الآرثرية والتي انتقل إليها الملك آرثر بعد معركته الأخيرة مَعْرَكة كامِلان.

## التسمية
أفالون (بالويلزية: Ynys yr Afallon) أي جزيرة التفاح لأنها تمثل المتع والولائم الرائعة في الآخرة، ولكن على الأغلب جاء اسمها من ملك الأموات عند السلتيين يسمى أفالوك (وعند الويلزيين يسمى أفالاخ).
اسم آخر لها هو إنيسفيترين أو إنيسغوترين أو جزيرة الزجاج وهي كما يظهر متطابقة مع غلاسبيرغ أو مدينة الزجاج وهي مملكة الأموات عند الجرمانيين القدماء.